# Kida Khodr Ramadan

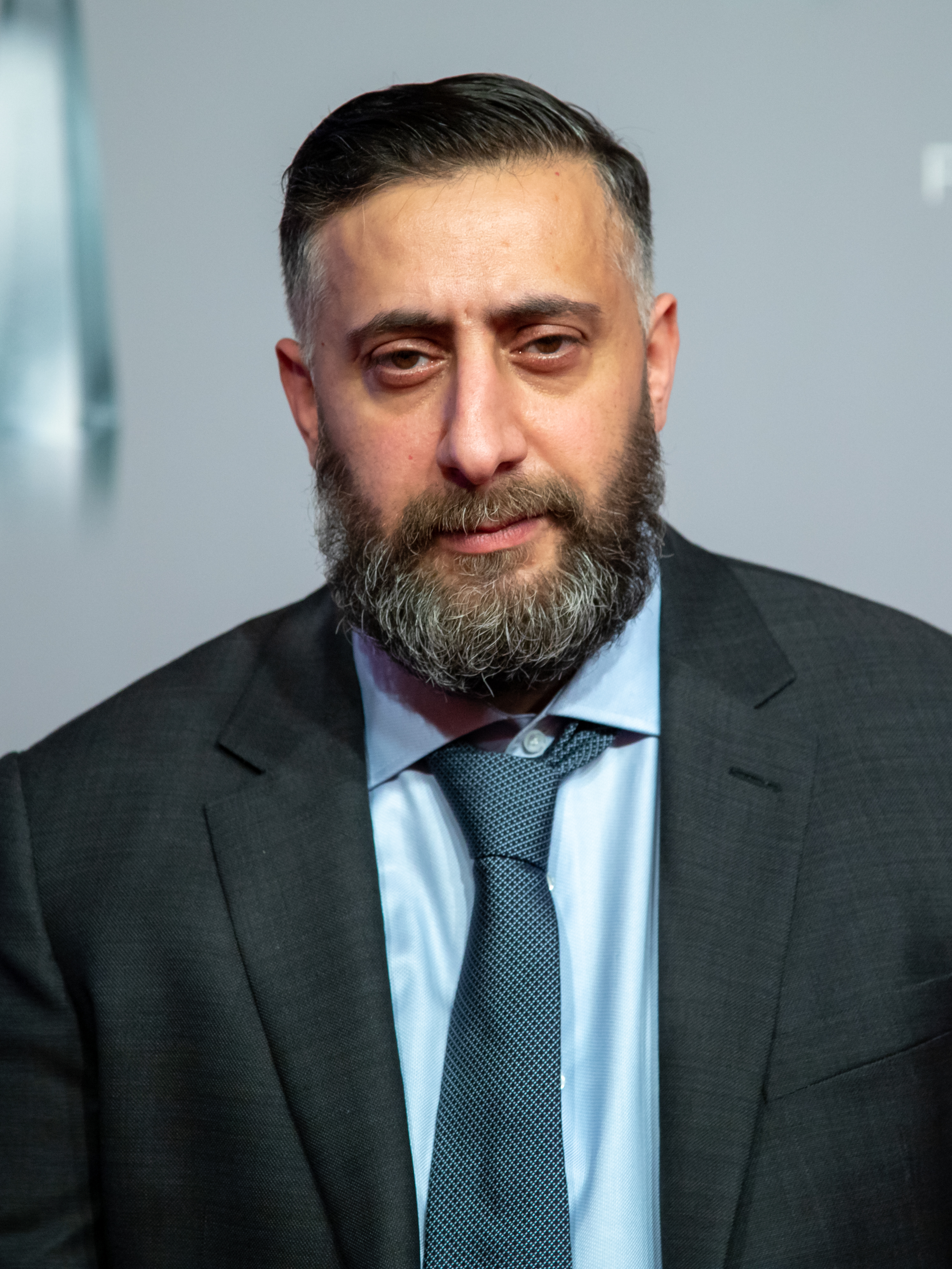
Kida Ramadan, 2019

Kida Khodr Ramadan (* 8. Oktober 1976 in Beirut, Libanon) ist ein deutsch-libanesischer Schauspieler und Regisseur. Er spielt seit 2003 Rollen in deutschen Film- und Fernsehproduktionen. Für seine Darstellung des Ali „Toni“ Hamady in der Serie 4 Blocks wurde er mit zahlreichen Preisen ausgezeichnet.

## Leben
Kida Khodr Ramadan wurde 1976 in Beirut als fünftes Kind einer Mhallami-Familie geboren. Sein Vater, Mohamad Ramadan, war ein wohlhabender Geschäftsmann und Vertreter für Persil im Libanon. Im Zuge der Verschärfung des libanesischen Bürgerkriegs durch das Einrücken der syrischen Armee in der zweiten Hälfte der 1970er-Jahre, bei dem auch Verwandte der Ramadans getötet wurden, entschloss sich die Familie dazu, das Land zu verlassen und nach Deutschland zu flüchten. Sie zog nach West-Berlin, wo sie zunächst in einem Wohnheim für Asylbewerber im Bezirk Kreuzberg lebte.
Ramadan besuchte die Hector-Peterson-Gesamtschule in Kreuzberg. Die Hauptschule interessierte Ramadan nach eigenen Aussagen nur mäßig; er verließ sie ohne Abschluss. Stattdessen suchte er Anschluss an die lokale Hip-Hop- und Breakdance-Szene. Zusammen mit türkischen und arabischen Jugendlichen absolvierte er Straßenauftritte, unter anderem vor Touristen auf dem Kurfürstendamm. 1996 heiratete er in der Türkei seine Freundin Meryem, mit der er sechs Kinder hat.
Ramadan ist mit dem Schauspieler Frederick Lau befreundet. 2018 erschien bei Ullstein extra ihr gemeinsames Buch Zusammen sind wir Könige. Was Männer zu Freunden macht. Im Februar 2018 eröffnete Ramadan gemeinsam mit 4-Blocks-Darsteller Veysel in der Kreuzberger Wrangelstraße den Friseursalon Toni Hamady.
2024 stand Ramadan wegen Machtmissbrauchs im Zentrum der NDR-Dokumentation Gegen das Schweigen. Mehrere Mitarbeiter berichten über dessen Wutanfälle an den Sets von 4 Blocks und Asbest. Noch während der Arbeit zur Doku ging er an die Öffentlichkeit und kündigte an, sich in Therapie zu begeben. Dabei erklärte er auch, dass er sich für sein schlechtes Benehmen schäme.
Ramadan lebt mit seiner Familie in Berlin.

### Konflikt mit dem Gesetz
Wegen mehrfachem Fahren ohne Fahrerlaubnis wurde Ramadan im Februar 2022 zu einer Freiheitsstrafe in Höhe von zehn Monaten verurteilt, ausgesetzt zu zwei Jahren Bewährung. Zudem wurde gegen ihn eine Strafzahlung von 20.000 Euro verhängt, zu zahlen an zwei gemeinnützige Einrichtungen. Weil er seine Geldstrafe nicht zahlte, widerrief das Amtsgericht Berlin-Tiergarten seine Bewährung. Im Juni 2023 eröffnete das Amtsgericht Berlin-Charlottenburg ein Insolvenzverfahren gegen ihn. Von August 2024 bis August 2025 verbrachte Ramadan seine Haftstrafe im offenen Vollzug.

## Karriere
2003 lernte er in einem Sommercamp für Berliner Jugendliche den Regisseur Neco Çelik kennen. Dieser bereitete gerade das Filmprojekt Alltag vor – eine Geschichte zweier Jugendlicher, die einen Überfall auf ein Kreuzberger Wettbüro verüben und deren Flucht scheitert. Nach seinem Filmdebüt folgten Rollen in weiteren Filmen – unter anderem in Çeliks auf der Berlinale 2005 vorgestelltem Film Urban Guerillas, in Kebab Connection, Detlev Bucks Sozialdrama Knallhart, der Tatort-Folge Der tote Chinese, Hitler’s Grave von Daryush Shokof und der Web-Miniserie Blutsbrüder. 
Sein Theaterdebüt hatte er 2010 in dem Stück Warten auf Adam Spielman von Hakan Savaş Mican und Michael Ronen, das im Kreuzberger Theater und Kulturzentrum Ballhaus Naunynstraße aufgeführt wurde. 2017 übernahm er unter der Regie von Marvin Kren die Hauptrolle des Toni Hamady in der Serie 4 Blocks, für die er mit zahlreichen Preisen ausgezeichnet wurde. Seine erste Solo-Regiearbeit In Berlin wächst kein Orangenbaum, bei der er auch als Drehbuchautor (gemeinsam mit Juri Sternburg), Produzent und Darsteller involviert war, feierte ihre Premiere im Juli 2020 auf dem Filmfest-München-Pop-up.

## Filmografie (Auswahl)
- 2003: Alltag (Fernsehfilm)
- 2004: Urban Guerillas
- 2004: Yugotrip
- 2004: Kebab Connection
- 2005: Jack und Bob (Kurzfilm)
- 2006: Knallhart
- 2006: Brennendes Herz (Fernsehfilm)
- 2006: Meine verrückte türkische Hochzeit (Fernsehfilm)
- 2006–2007: Der Kriminalist (Fernsehserie, 6 Folgen)
- 2007: Underdogs
- 2007: GSG 9 – Ihr Einsatz ist ihr Leben (Fernsehserie, 1 Folge)
- 2007: GG 19 – Deutschland in 19 Artikeln
- 2008: Berlin am Meer
- 2008: Tatort: Der tote Chinese
- 2009: Phantomschmerz
- 2009: Lasko – Die Faust Gottes (Fernsehserie, 1 Folge)
- 2009: The Basement
- 2010: Blutsbrüder (Webserie)
- 2010: Hitler’s Grave
- 2010: Dreimaldraussen
- 2010: Luks Glück
- 2010: Carlos – Der Schakal
- 2010: Der Mann der über Autos sprang
- 2011: Doctor’s Diary (Fernsehserie, 1 Folge)
- 2011: Tiere bis unters Dach (Fernsehserie, 1 Folge)
- 2011: Unknown Identity (Unknown)
- 2011: Das Ende einer Maus ist der Anfang einer Katze (Fernsehfilm)
- 2012: Zwei Männer und ein Tisch (Kurzfilm)
- 2012: Kaddisch für einen Freund
- 2012: Überleben an der Wickelfront (Fernsehfilm)
- 2012: Die ProSieben Märchenstunde – Kalif Storch (Fernsehfilm)
- 2012: Lila Wolken von  Marteria, Yasha und Miss Platnum (Musikvideo)[18]
- 2013: VERBRECHEN nach Ferdinand von Schirach (Fernsehserie, 1 Folge)
- 2013: Nachtschicht – Geld regiert die Welt (Fernsehreihe)
- 2013: Tatort: Melinda
- 2013: Ummah – Unter Freunden
- 2013: God Is the Greatest (Kurzfilm)
- 2013: 5 Jahre Leben
- 2013: Unter Feinden (Fernsehfilm)
- 2013: Willkommen bei Habib
- 2013: Die Kinder meiner Tochter (Fernsehfilm)
- 2013: Die Chefin (Fernsehserie, 1 Folge)
- 2013: Funfactory (Kurzfilm)
- 2013: 300 Worte Deutsch
- 2014: Poka heißt Tschüss auf Russisch
- 2014: Vergrabene Stimmen
- 2014: Vaterfreuden
- 2014: … und dann kam Wanda (Fernsehfilm)
- 2014: Heiter bis tödlich: Koslowski & Haferkamp (Fernsehserie, 1 Folge)
- 2014: Ein Fall für zwei (Fernsehserie, 1 Folge)
- 2014–2015: Vier Frauen und ein Todesfall (Fernsehserie, 5 Folgen)
- 2014–2018: Blockbustaz (Fernsehserie, 18 Folgen)
- 2015: Der Bozen-Krimi: Wer ohne Spuren geht (Krimireihe, Folge 1)
- 2015: 3 Türken und 1 Baby
- 2015: Nachtschicht – Wir sind alle keine Engel
- 2015: Tatort: Das Muli
- 2015: Tatort: Ätzend
- 2015: Die Pfefferkörner (Fernsehserie, 1 Folge)
- 2015: Anderst schön (Fernsehfilm)
- 2015: Outside the Box
- 2015: Platonow (Fernsehfilm)
- 2015: Herbert
- 2016: Berlin Station (Fernsehserie, 1 Folge)
- 2016: Dimitrios Schulze (Fernsehfilm)
- 2016: Männertag
- 2016: Wie Männer über Frauen reden
- 2016: Volt
- 2016: Tschiller: Off Duty
- 2016: Wir sind die Rosinskis (Fernsehfilm)
- 2016: Hey Bunny
- 2016: The Huntingtans: Chewing Gum and Love Affairs (Kurzfilm)
- 2016: Die Informantin (Fernsehfilm)
- 2017: Offline – Das Leben ist kein Bonuslevel
- 2017: Mein Blind Date mit dem Leben
- 2017: Berlin Falling
- 2017: Letzte Spur Berlin (Fernsehserie, 1 Folge)
- 2017: Nur Gott kann mich richten
- 2017–2019: 4 Blocks (Fernsehserie, 19 Folgen)
- 2018: Arthurs Gesetz (Fernsehserie, 1 Folge)
- 2018: Asphaltgorillas
- 2018: Spielmacher
- 2018: Greyzone – No Way Out (Fernsehserie, 8 Folgen)
- 2018: Nachtschicht – Es lebe der Tod
- 2018: Verpiss Dich, Schneewittchen
- 2018: Womit haben wir das verdient?
- 2018: Wuff – Folge dem Hund
- 2018: SAF (Spielfilm)
- 2019: Die Goldfische
- 2019: Sweethearts
- 2019: Klassentreffen (Fernsehfilm)
- 2019: Klassentreffen (Fernsehserie)
- 2019: Fast perfekt verliebt (Fernsehfilm)
- 2019: Das perfekte Geheimnis
- 2019: Der Weihnachtsgrummel (Miniserie)
- 2019: Al-Shafaq – Wenn der Himmel sich spaltet
- 2020: Narziss und Goldmund
- 2020: Tatort: Borowski und der Fluch der weißen Möwe
- 2020: Man from Beirut
- 2020: Sniperman (Kurzfilm)[19]
- 2020: Dünnes Blut
- 2020: In Berlin wächst kein Orangenbaum (auch Regie, Drehbuch und Produktion)
- 2020: Hochwald
- 2021: Alles auf Rot (Fernsehfilm)
- 2021: Requiem für einen Freund (Fernsehfilm)
- 2021: Denk an Mich von Jack Orsen und Miss Platnum (Musikvideo)[20]
- 2021: Celebrity Hunted (Amazon Prime)[21]
- 2021: Tatort: Alles kommt zurück (Fernsehreihe)
- 2021: Ein nasser Hund
- 2022: Der weiße Kobold (Fernsehfilm)
- 2022: Die Discounter (Fernsehserie, eine Folge)
- 2022: Oskars Kleid
- 2023: Asbest (Fernsehserie, 5 Folgen)
- 2023: German Genius (Fernsehserie, 8 Folgen)
- 2024: Crooks (Fernsehserie)
- 2020: Haltlos (Regie)
- 2024–2025: Testo (Fernsehserie, 13 Folgen)

## Werke
- Frederick Lau, Kida Khodr Ramadan, Nana Heymann: Zusammen sind wir Könige. Was Männer zu Freunden macht. Ullstein extra, Berlin 2018, ISBN 978-3-86493-066-9.

## Auszeichnungen
Für die Rolle als Ali „Toni“ Hamady in 4 Blocks erhielt er im April 2017 beim Festival Séries Mania den französischen Jury-Preis der internationalen Presse als bester Hauptdarsteller (Prix du jury de la presse internationale – Meilleure interprétation masculine). Im Januar 2018 wurde er für dieselbe Rolle mit dem Deutschen Fernsehpreis als bester Schauspieler und im März 2018 mit dem Grimme-Preis ausgezeichnet.